# Somalo
Le somalo (italien, pluriel : somali) est l'ancienne monnaie officielle du Territoire sous tutelle de la Somalie administré par l'Italie de 1950 à 1960, puis de la République somalie de 1960 à 1962. Il a été remplacé par le shilling somalien.

## Histoire monétaire
Le 27 janvier 1950, l'Italie est autorisée par une ordonnance du Conseil de tutelle des Nations unies, à gérer l'administration financière de ce territoire, appelé avant 1943, la Somalie italienne et depuis lors sous administration britannique. En mai suivant, le somalo, divisé en 100 centesimi, est créée à parité avec le shilling est-africain. Le somalo vaut au change 87,49 lires italiennes,.
Le 15 décembre 1962, la République somalie, deux ans après son indépendance, remplace le somalo par le shilling somalien, à parité.

## Émissions monétaires

### Pièces de monnaie
En 1950, sont frappées de pièces en cuivre de 1, 5 et 10 centesimi. Des pièces en argents sont frappées de 50 centesimi et 1 somalo.

### Billets de banque
Société privée par actions, la Cassa per la Circolazione Monetaria della Somalia, implantée à Rome, fait imprimer à partir de mai 1950 pour une valeur de 55 millions de somali en billets. Les billets fabriqués ont des valeurs de 1, 5, 10, 50 et 100 somali. Les légendes sont en italien et en arabe. Ils ont perdu leur cours légal le 31 décembre 1963. 